# Reihebürgerschaft Bad Münder
Die Reihebürgerschaft Bad Münder ist eine Organisation in Bad Münder am Deister, deren heutiger Zweck die Forstverwaltung des Stadtwaldes Bad Münder ist. Sitz der Einrichtung ist das Forsthaus von Bad Münder, unter der Adresse: Bergschmiede 1 in 31848 Bad Münder.

## Geschichte
Zur Zeit des frühen Mittelalters gab es in den Höhenzügen vom Süntel, Deister und Bückeberg in sogenannten Marken unterteilte Waldflächen. Den innerhalb dieser Gebiete liegenden Ortschaften war als Markgenossenschaften das Recht zur Nutzung der dort wachsenden Gehölze zugesprochen worden.
Insbesondere in der damaligen Siedlung Münder waren aus den Ackersleuten nach und nach Ackerbürger geworden, die als „erbgesessene Bürger“ in Reihenhäusern siedelten. Ein Teil dieser „Reihebürger“ hatte, neben anderen Vergünstigungen des mittelalterlichen Stadtrechts, für einen Teil ihrer Häuser vor allem die wertvolle Brauergerechtigkeit erworben. Diesen Hausbesitzern stand, gegenüber anderen Anwohnern, ein beinahe doppelt so hoher Anteil an Forst- und Brennholz zu. Als bevorzugte Brauereibesitzer teilten sie sich die Waldnutzung mit anderen Reihebürgern im Verhältnis 10:6.
Ein Holting oder Holzgericht wurde in Münder erstmals 1533 urkundlich erwähnt. Dieses Gericht wurde von einem jährlich wechselnden Holzgrafen geleitet, der durch zehn von den Reihebürgern gewählten Schöffen unterstützt wurde. Das Holting als Selbstverwaltung der Münderschen Reihebürger regelte die Holznutzung, ahndete Forstfrevel und andere Vergehen und legte die Außengrenzen der zu nutzenden Gebiete fest.
Im Zeitalter des Absolutismus hob ein Dekret der Regierung des Kurfürstentums Braunschweig-Lüneburg mit Sitz in Hannover im Jahr 1711 die Holzgerichte auf und schaffte das Amt des Holzgrafen ab wie auch jahrhundertealte, auf demokratischer Grundlage basierende Markgenossenschaften. An Stelle der zuvor regelmäßig wechselnden und durch die Genossenschaften bestimmten Holzgrafen wurde nun erstmals durch die Regierung ein im Amt verbleibender reitender Förster ernannt.
Die Umwandlung der Forstverwaltung zu Beginn des 18. Jahrhunderts führte zu langwierigen Rechtsstreitigkeiten zwischen dem Magistrat der Stadt Münder und den Reihebürgern um Eigentumsansprüche. Zur Zeit des Königreichs Hannover erfolgte in den Jahren 1832/1834 eine Aufteilung des Communion-Süntels in die Forsten Münderscher Stadtforst und Interessentenforst Bakede/Hamelspringe.
In der frühen Gründerzeit des Deutschen Kaiserreichs erhielt die Mündersche Reihebürgerschaft im Jahr 1874 die noch heute bestehenden Forstflächen zugesprochen. Zudem erhielt sie Rechte zum Steinkohlen-Bergbau, zur Anlage und Nutzung von Steinbrüchen und zum Abbau und zur Verhüttung von Eisenerz. Für die praktische Umsetzung bildete sich ein Reihebürgerausschuss, während die Vermögens- und Eigentums-Verwaltung dem Münderschen Magistrat übertragen wurde. Der angestellte Stadtförster übernahm die Verwaltung der Forsten der Reihebürgerschaft.
Zu Beginn der Weimarer Republik schied die Stadt Münder 1919 aus der Verwaltung aus, stattdessen übernahm die Reihebürgerschaft die Betreuung des Stadtwaldes Bad Münder.
In der Nachkriegszeit übernahm die Reihebürgerschaft Bad Münder 1950 die selbständige Verwaltung ihrer Forsten und sonstigen Vermögenswerte.